# Манаус (агломерация)

Агломерация на карте штата

Манаус (порт. Região Metropolitana de Manaus) — крупная городская агломерация в Бразилии. Центр — город Манаус. Входит в штат Амазонас. 
Численность населения составляет 1 814 489 человек на 2007 год и 2 360 491 человек на 2014 год (в границах 2010 года — 2 478 088 человек). Занимает площадь 101 475,1 км². Плотность населения — 23,26 чел./км².

## Состав агломерации
В агломерацию входят 8 муниципалитетов, в том числе город Манаус.

## Статистика
- Валовой внутренний продукт на 2005 составляет 28 285 386 реалов (данные: Бразильский институт географии и статистики).